# Grandchamp (Yonne)
Grandchamp és un municipi francès, situat al departament del Yonne i a la regió de Borgonya - Franc Comtat. L'any 2007 tenia 363 habitants.

## Demografia

### Població
El 2007 la població de fet de Grandchamp era de 363 persones. Hi havia 152 famílies, de les quals 36 eren unipersonals (20 homes vivint sols i 16 dones vivint soles), 56 parelles sense fills, 44 parelles amb fills i 16 famílies monoparentals amb fills.
La població ha evolucionat segons el següent gràfic:
Habitants censats

### Habitatges
El 2007 hi havia 303 habitatges, 159 eren l'habitatge principal de la família, 100 eren segones residències i 44 estaven desocupats. 289 eren cases i 9 eren apartaments. Dels 159 habitatges principals, 128 estaven ocupats pels seus propietaris, 23 estaven llogats i ocupats pels llogaters i 8 estaven cedits a títol gratuït; 1 tenia una cambra, 7 en tenien dues, 36 en tenien tres, 54 en tenien quatre i 61 en tenien cinc o més. 150 habitatges disposaven pel capbaix d'una plaça de pàrquing. A 81 habitatges hi havia un automòbil i a 63 n'hi havia dos o més.

### Piràmide de població
La piràmide de població per edats i sexe el 2009 era:
| Homes | Edats   | Dones |
| ----- | ------- | ----- |
| 0     | 95 o +  | 0     |
| 4     | 90 a 94 | 4     |
| 4     | 85 a 89 | 12    |
| 0     | 80 a 84 | 0     |
| 12    | 75 a 79 | 16    |
| 12    | 70 a 74 | 4     |
| 28    | 65 a 69 | 12    |
| 4     | 60 a 64 | 36    |
| 0     | 55 a 59 | 12    |
| 16    | 50 a 54 | 0     |
| 12    | 45 a 49 | 8     |
| 16    | 40 a 44 | 12    |
| 8     | 35 a 39 | 20    |
| 4     | 30 a 34 | 4     |
| 4     | 25 a 29 | 0     |
| 4     | 20 a 24 | 4     |
| 44    | 15 a 19 | 4     |
| 8     | 10 a 14 | 8     |
| 8     | 5 a 9   | 12    |
| 0     | 0 a 4   | 4     |

## Economia
El 2007 la població en edat de treballar era de 217 persones, 129 eren actives i 88 eren inactives. De les 129 persones actives 118 estaven ocupades (73 homes i 45 dones) i 11 estaven aturades (5 homes i 6 dones). De les 88 persones inactives 42 estaven jubilades, 19 estaven estudiant i 27 estaven classificades com a «altres inactius».

### Ingressos
El 2009 a Grandchamp hi havia 162 unitats fiscals que integraven 370 persones, la mediana anual d'ingressos fiscals per persona era de 16.315 €.

### Activitats econòmiques
Dels 12 establiments que hi havia el 2007, 1 era d'una empresa alimentària, 2 d'empreses de fabricació d'altres productes industrials, 1 d'una empresa de construcció, 4 d'empreses de comerç i reparació d'automòbils, 1 d'una empresa financera, 2 d'empreses de serveis i 1 d'una entitat de l'administració pública.
Dels 3 establiments de servei als particulars que hi havia el 2009, 1 era una oficina bancària, 1 taller de reparació d'automòbils i de material agrícola i 1 paleta.
Dels 2 establiments comercials que hi havia el 2009, 1 era una botiga de menys de 120 m² i 1 una joieria.
L'any 2000 a Grandchamp hi havia 16 explotacions agrícoles que ocupaven un total de 1.375 hectàrees.

## Equipaments sanitaris i escolars
El 2009 hi havia una escola elemental integrada dins d'un grup escolar amb les comunes properes formant una escola dispersa.

## Poblacions més properes
El següent diagrama mostra les poblacions més properes.